# Аверроизм
Аверроизм — термин, применяемый как к философии Ибн Рушда, так и к двум философским течениям в схоластике XIII века, первое из которых основывалось на аверроэсовской интерпретации Аристотеля. Основными представителями этого течения были Сигер Брабантский и Боэций Дакийский. 

## Основные идеи
Общей чертой аверроизма была опора на разум (акль, عقل), которому противостоит животная душа (нафс, نفس).
Основные идеи ранней философской концепции аверроизма, содержащиеся в комментариях Аверроэса к Аристотелю:
- существует одна истина, но (как минимум) два способа её достижения: через философию (фальсафа, فلسفة) и через религию;
- мир вечен, несотворен, однако нуждается в Боге как в первопричине (сабаб) своего движения;
- Бог существует, но лишен личностных характеристик. Ему неведомы частные проявления бытия. Он управляет миром в силу необходимости, а не по произволу.
- душа состоит из двух частей — индивидуальной и божественной;
- индивидуальная душа не вечна и умирает вместе с телом;
- воскресение из мёртвых невозможно (эта идея была выдвинута Боэцием).
- Божественной душой в человеке является разум, который лишен индивидуальных черт и общий всем людям.
- Различие между актуальным и потенциальным разумом.
- Идеальное государство (мадина фадила) Аверроэс мыслил как воплощение закона (шариат, شريعة), однако гарантом такого закона должен выступать мудрый правитель (халиф). Идеалом для Ибн Рушда были четыре праведных халифа до Муавии, который привнес во власть тимократическое и гедонистическое начало. Для распространения добродетели идеальное государство способно вести справедливые войны.

## Латинский аверроизм
Комментарии Ибн-Рушда к работам Аристотеля стали известны в Париже примерно в 1230 году, в результате чего появился т. н. Латинский аверроизм. Его основной вдохновитель — Сигер Брабантский. Эта версия аверроизма свелась к четырем принципам:
- Вечность мира
- Ограниченность божественного всеведения.
- Бренность индивидуальной души
- Вечность и единство надындивидуального человеческого интеллекта.
- Учение о двух истинах

В 1265 году Альберт Великий выступил против учения Аверроэса. В 1270 году аналогичный трактат De unitate intellectus contra Averroistas написал Фома Аквинский, где использовал термин «аверроисты». Латинский аверроизм был дважды осужден в 1270 и 1277 году католическим епископом Этьеном Тампье (Étienne Tempier). Тампье выделил 219 неприемлемых тезисов в работах аверроистов.
Поздняя философская концепция аверроизма заключалась в том, что философский и религиозный миры являются отдельными сущностями. После исследования 219 тезисов, осуждённых Тампье, стало очевидно, что немногие из них принадлежат Аверроэсу. В течение некоторого времени для обозначения философского движения, начатого Сигером и Боэцием, и отделения его от аверроизма применялись термины «радикальный Аристотелизм» и «гетеродоксальный аристотелизм»; сейчас большинство ученых также называет его аверроизмом.
Несмотря на осуждение в 1277 году, многие аверроистские тезисы дожили до XVI века и присутствуют в философии Джордано Бруно и Джованни Пико делла Мирандола.
Французская философия начала XXI века возобновляет дискуссию о противоречиях арабской и европейской мысли. Так, исследуя процесс отрицания средневековым западноевропейским обществом основных постулатов аверроистов, выразившемся как в их открытых гонениях, так и в сознательно или неосознанно ложных трактовках учения, формируется мнение об аверроизме как источнике непосредственного внутреннего развития западноевропейской философии, что делает его неотъемлемой частью современной европейской мысли.